# Folklore mathématique
Le folklore mathématique est l'ensemble des théorèmes, définitions, démonstrations, faits ou techniques qui circulent parmi les mathématiciens de bouche à oreille, mais qui ne sont pas encore parus sous forme imprimée, que ce soit dans des livres ou dans des revues savantes. Dans le langage des mathématiciens, un résultat mathématique est qualifié de folklore s'il s'agit d'un résultat non publié, sans origine claire, mais qui circule largement et est considéré comme exact par les spécialistes.
Les théorèmes populaires (en anglais folk theorems) sont parfois très importants pour les chercheurs. Ce sont des résultats connus, au moins des experts dans un domaine, et considérés comme ayant un statut établi, bien que non publiés dans leur intégralité. Parfois, ces phénomènes ne sont évoqués que de façon succincte dans la littérature publiée. Le terme « folklore mathématique » est également utilisé dans le cercle des mathématiques pour décrire les divers aspects de leur culture et de leurs pratiques ésotériques (par exemple : argot, proverbes, blagues) .

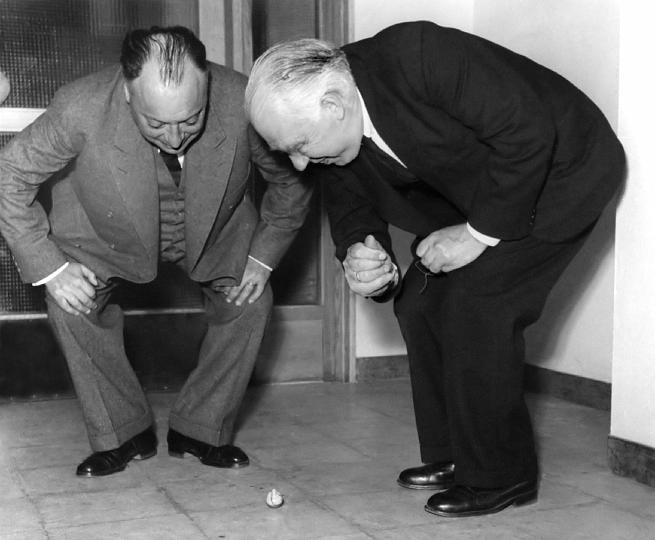
Pauli et son collègue Bohr observant une toupie tippe-top

## Anecdotes et blagues
Le folklore mathématique peut également faire référence aux anecdotes ou blagues (éventuellement apocryphes) impliquant des mathématiciens ou des mathématiques, que l'on se raconte dans les départements de mathématiques. Certaines d'entre elles sont rassemblées dans L'apologie d'un mathématicien de G.H. Hardy , ainsi que dans . En voici des exemples :
- Archimède criant Euréka
- Le meurtre d'Hippase par les Pythagoriciens pour sa découverte des nombres irrationnels, plus précisément √2.
- Galilée lâchant des poids de la tour penchée de Pise.
- La pomme tombant sur la tête d'Isaac Newton ayant inspiré sa théorie de la gravitation.
- La marge trop petite pour contenir la démonstration du théorème de Fermat.
- 1729, le nombre de Ramanujan-Hardy
- Hardy sortant 10 min de la salle et revenant pour dire : c'est évident.
- John von Neumann calculant de tête la somme de la série géométrique pour le problème de la mouche et des trains[4].
- Le duel et la mort prématurée de Galois.
- La découverte des quaternions par Sir William Rowan Hamilton, dans un moment d'inspiration soudaine, en traversant le pont Brougham.
- La distraction de Jacques Hadamard
- L'escroquerie dont a été victime le naïf Michel Chasles
- Le tramway complet pour la place Banach remarqué par Laurent Schwartz à Varsovie
- Richard Feynman déchiffrant des combinaisons de coffres-forts dans le cadre du projet Manhattan.
- La définition d'un mathématicien par Alfréd Rényi : « une machine à transformer le café en théorèmes »[5].
- La suggestion de Pál Turán selon laquelle le café léger ne convient qu'aux lemmes[5].
- L'histoire des « tortues jusqu'en bas » racontée par Stephen Hawking.
- La preuve complexe et les controverses associées au théorème des quatre couleurs.